# Катафракт
Катафракт (грч. Κατάφρακτος) је назив за припадника тешке, односно оклопљене коњице, карактеристичног за блискоисточне и хеленистичке државе у античком периоду. За катафракте је било карактеристично да су они на себи носили крљушт оклопе од бронзаних или гвоздених плоча, а у неким случајевима су истим оклопом били обложени и коњи. Катафракти су били наоружани дугим копљем, а понекад су носили мач или бојни чекић за непосредну борбу. У неким случајевима су били наоружани и луковима и стрелама.
Верује се да су први облици катафракта настали у средњој Азији међу тамошњим иранским народима. Њихов развој је помогао како развој металургије, тако и селективно кршћење коња захваљујући коме су настале пасмине тзв. ратних коња, довољно крупних и снажних да могу носити не само јахача, већ и тешки оклоп.
Римљани су са катафрактама почели да се сусрећу од римско-сиријског рата, али је обично дисциплина и супериорна тактика њихових легија омогућавала да одбијају њихове јурише. Битка код Каре 53. п. н. е. је, пак, један од ретких догађаја када су катафракти легионарима нанели пораз. Ипак, и сами Римљани су почели постепено да уводе катафракте, односно да од њих стварају коњицу. Прве помоћне јединице катафракта спомињу се у доба цара Хадријана. За време кризе 3. века, цар Галијен управо у катафрактима види решење проблема који је тада мучио Римско царство, односно настоји да римску војску утемељи управо на њима, како би стекао већу мобилност над непријатељем.
Верује се да су по угледу на такве катафракте, односно њихове еквиваленте у Византији, настали витезови карактеристични за западну Европу у средњем веку.